# Arsenije III. Crnojević
Arsenije III. Crnojević (slavenosrbsky Арсенїй Чарноевичь, lat. Arsenius Csernovich, 1633 Bajice, poblíž Cetinje – 27. října 1706 Vídeň) byl pećským arcibiskupem a srbským patriarchou mezi lety 1674 a 1690 (pod tureckou nadvládou), dále pak církevním představitelem pravoslavných Srbů v Habsburské monarchii mezi lety 1690 a 1706. Na základě privilegií, která obdržel od Leopolda I. (1690, 1691 a 1695), založil první organizaci Srbské církve v Rakouském císařství. Podle mnohých historiků patří Arsenije Crnojević mezi tři nejvýznamnější postavy historie srbské církve, tedy spolu se svatým Sávou (zakladatelem autokefální Srbské církve (1219)) a Makariem Sokolovićem, prvním srbským patriarchou po obnovení patriarchátu v Peći roku 1557.

## Život
Roku 1665 se Arsenije stal igumenem Pećského chrámu. O čtyři roky později se stal chvostanským episkopem se sídlem v Peći. Tehdejší patriarcha Maxim byl těžce nemocen, Arsenije se v té době stal jeho pomocníkem a roku 1672 byl sám zvolen patriarchou. Vydal se na dlouhou cestu po církevních návštěvách, například v Bosně (1674), Braničevu a Sremu (1674). Navštívil i Jeruzalém a patriarchu Dositeje Notara. Na této cestě si vedl deník, který představuje zajímavý dokument o tehdejší době. Do Peće se vrátil roku 1683, kdy začala rakousko-osmanská válka.

### Rakousko-osmanská válka a Velké stěhování Srbů
Když se Leopold I. roku 1687 obrátil na cařihradského patriarchu Kalinika VII. s prosbou, aby podpořil křesťanskou věc, ocitl se Arsenij v nezáviděníhodné situaci. Na jednu stranu bylo nutné souhlasit se západními mocnostmi, Rakouskem a Benátkami. Nicméně zároveň právě ony představovaly hrozbu pro ortodoxní církev. Ostatně, pećský patriarchát už obdobné zažil ve Vojenské hranici. Právě tam bylo pravoslaví podrobeno dvojí hrozbě, jednak římského katolictví a za druhé vídeňského dvora. Ze dvou stran tak patriarchovi hrozilo, že přijde o hlavu, a navíc ani Vysoká Porta neměla v patriarchu důvěru. Z těchto důvodů byl donucen přesídlit z Peće do Nikšiće, odkud také dokončil své církevní návštěvy.
V té době generál rakouských vojsk Enea Silvio Piccolomini pronikl až do Prištiny. Apeloval na Srby, aby se chopili zbraně a podpořili tažení. Pokoušel se o navázání kontaktů s Benátskou republikou, ale dostal zprávu do Cetinje od mnišského řádu z Peće, aby se právě do Peće vrátil, protože jinak by mohl císař přistoupit ke zvolení jiného patriarchy, aby uspokojil národ, který přijal jeho ochranu. Při svém návratu se v Prizrenu setkal s generálem Piccolominim. Jelikož volba jiného patriarchy neproběhla, Arsenije opustil smířlivou politiku svých předchůdců a zvolil nový směr, tedy válku proti Turkům.
Mezitím, po dobytí Kosova a severní Metochije, propukl v rakouské armádě mor, kterému podlehl i generál Piccolomini. Smrtí Piccolominiho se válečná štěstěna obrátila na stranu Turků. Jeho následníka, vévodu Jiřího Kristiána, srbští vojáci nepřijali z důvodu jeho povýšenosti a opovrhování. Srbové v něm spatřovali spíše uzurpátora než osvoboditele. Když Arsenij viděl, že se císařská vojska stahují, vydal se s velkým počtem následovníků roku 1690 k Bělehradu.
Vystěhovávání probíhalo především z oblastí Kosova, Karadagu, Moravy a vranjského okruhu. Bohaté vesnice v nížinách těchto krajů zpustly a horské vesnice prořídly. Vystěhovávání z vesnic v nížinách bylo častější vzhledem k častým tureckým nájezdům na tyto usedlosti. Velké množství lidí se vydalo směrem k Bělehradu údolím Ibaru, přes Novi Pazar, Studenici a dále Velikou Moravu. Ve Vídni se o vystěhovávání Srbů vědělo, Leopold I. tak vydal 6. dubna 1690 Manifest, kterým vyzval všechny porobené národy, aby se chopily zbraně. Slíbil jim propůjčit svobodu, privilegia, právo na jejich víru a na volbu představitele. Dále jim slíbil osvobození ode všech odvodů a daní, tedy kromě období války.
Po tom, co se Arsenije dozvěděl, že Turci postupují k Bělehradu a rakouská armáda se stahuje zpět, rozhodl se zachránit, co se zachránit dalo. Svolal do Bělehradu národně-církevní sněm, jehož se zúčastnili episkopové, mniši, kněží i světští představitelé z okolí Sávy i Dunaje. Bylo rozhodnuto, aby byl do Vídně vyslán jenopoljský (dnešní Ineu) episkop Isaja, který potvrdí podmínky, za jakých budou pravoslavní Srbové v Rakousku žít. Záměrem bylo, aby pravoslavná církev měla stejné postavení, jaké měla pod Turky. Odpovědí na tyto požadavky byla vyhláška Leopolda I., vydaná 21. srpna 1690.
Po tom, co obdrželi privilegia, vydali se Srbové po velkých skupinách přes Sávu a Dunaj. Poslední skupina připlula na lodích z Bělehradu k Petrovaradína dva dny předtím, než Turci znovu dobyli Bělehrad (8. října 1690). Přesný počet vystěhovalců není lehké určit. Dochovaly se dva dopisy od Arsenije, které svědčí o počtu vystěhovalců. Koncem roku 1690 jich mělo být kolem 30 000, šest let potom dokonce píše o více než 40 000 lidí.

### Ustanovení církevní metropole v Rakousku
Ihned po příchodu prvních skupin srbského obyvatelstva vznikla potřeba založení škol. Patriarcha se dvakrát obrátil na Vídeň s prosbou, aby mohl založit srbské školy. V první žádosti prosil o možnost založení škol v Sečuji (Dunaszekcső). Tam zamýšlel založit chrám a spolu s ním gymnázium a další školy. V druhé prosbě píše obecně o umožnění založit školu a k tomu ještě tiskárnu. Patriarchovy prosby však zůstaly nevyslyšeny.
Celých 11 let neměl patriarcha v Uhrách stále sídlo, střídavě sídlil v Kovinu, Sečuji, Futogu, Hopovu i Szentendre. 8. října 1701 císař svolil, aby přebýval v Szentendre. Provedl reorganizaci pravoslavné církve v Uhersku, Chorvatsku a Slavonii, která byla v těchto oblastech základní částí Pećského patriarchátu už za doby Turků. Vytvořil nové episkopie, zvolil nové episkopy (biskupy) a upevnil postavení srbské církve, které bylo válkou otřeseno. Několikrát se dostal do konfliktu s katolickým klérem, který odmítal jeho práci a zastával se vytvoření unie. Boj proti unifikaci srbského národa v Rakousku byl pro patriarchu primární. Leopold I. mu z důvodu jeho činností nařídil odejít ze Szentendre (1701), odejmul mu titul patriarchy a omezil jeho práva.
Po smrti císaře Leopolda se Arsenije obrátil na nového císaře Josefa I., aby uznal srbská privilegia, za příslib pomoci proti jakémukoliv nepříteli císařových zemí. Nový císař vojáky potřeboval, 24. února 1706 tedy podepsal ve Vídni nařízení, kterým potvrdil srbská privilegia a veškeré svobody, kterých dosud Srbové užívali.

### Rakocziho povstání a smrt
V době Rákocziho povstání (1703–1711) se Crnojević se Srby postavili za císaře a poslali mu do Vídně prohlášení, že zůstávají s ním, a to i přesto, že roku 1704 je do boje pozval i Ferenc Rakoczi. Jejich věrnost odměnil císař novými privilegii (která zůstala jen na papíře) a Arsenije ustanovil patriarchou i v Sirači a Dalji.
Crnojević zemřel ve Vídni, odkud byl přenesen do Sremu a pochován v Krušedolu. Adam Pribićević v knize "Imigrace Srbů do Chorvatska a Dalmácie" uvádí, že Srbové spekulovali, jestli nebyl Arsenije otráven jezuity, kteří se snažili zabránit šíření pravoslaví i mezi Srby z Chorvatska.

### Důsledky
Po smrti patriarchy Arsenije III. vyvstaly otázky, kdo nastoupí na jeho místo, jak se bude nazývat nová církevní oblast a jaký bude její vztah k Pećskému patriarchátu. Vídeňský dvůr se stavěl proti tomu, aby pravoslavná církev v Rakousku navazovala bližší kontakty s Pećským patriarchátem. Následně byl svolán sněm do Krušedolu, jehož výsledkem bylo založení Krušedolsko-karlovacké metropole a nástupcem Arsenije se stal Isaja Đaković, jenopoljský episkop, který byl velmi zasloužilou osobou, obeznámenou s poměry v monarchii. Navíc zastával postoj nerozlučné závislosti své metropole na patriarchátu v Peći. Roku 1716 Turci vypálili krušedolský chrám a sídlo metropolity bylo přesunuto do Sremských Karlovců. Privilegia, která dal Srbům Leopold I. posléze potvrdili Josef I., Karel VI. i Marie Terezie.